# جام جهانی فوتبال زنان ۱۹۹۵

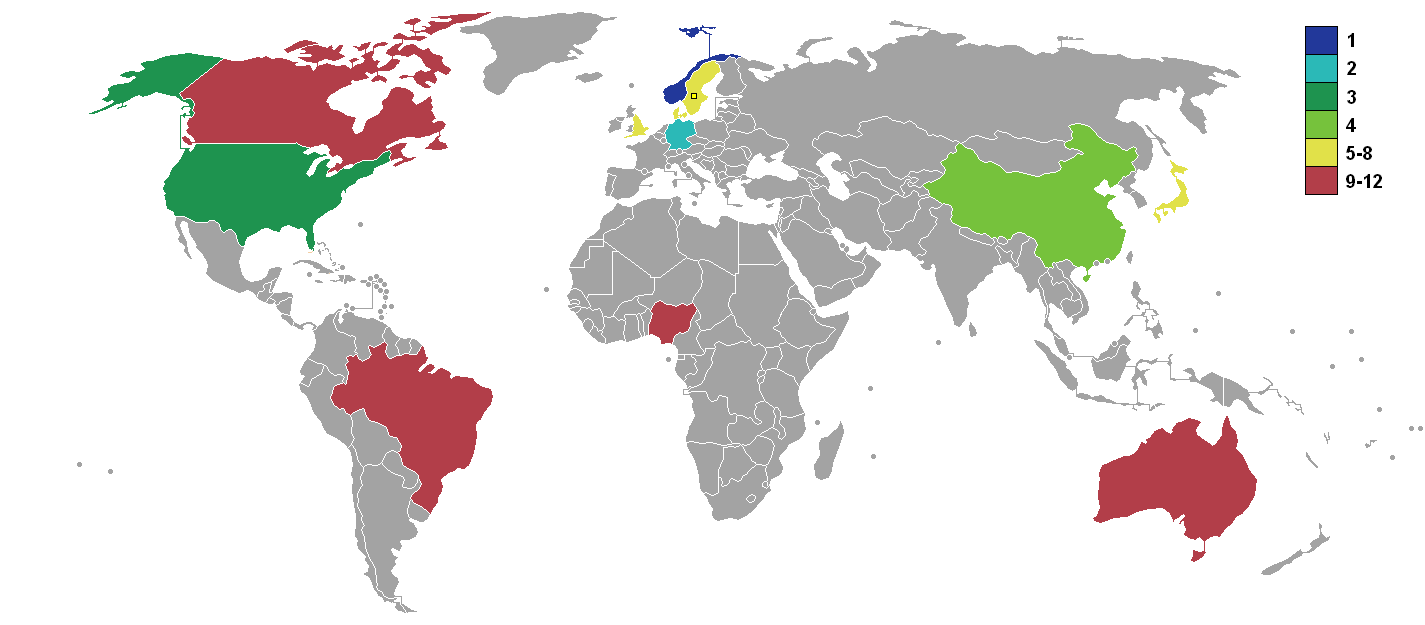
کشورهای شرکت کننده و مقام نهایی آنها

جام جهانی فوتبال زنان ۱۹۹۵ دومین دورهٔ جام جهانی فوتبال زنان است که در کشور سوئد برگزار شد.
این دوره اولین بار بود که جام جهانی زنان در این کشور میزبانی شد.
در این بازیها نروژ، آلمان، و تیم ملی فوتبال زنان آمریکا به ترتیب اول، دوم، و سوم شدند.